# Louhans-Cuiseaux FC
Der Louhans-Cuiseaux Football Club ist ein französischer Fußballverein aus den burgundischen Nachbarstädten Louhans und Cuiseaux, südöstlich von Chalon-sur-Saône im Département Saône-et-Loire gelegen.

Logo des CS Louhans-Cuiseaux

Er entstand 1970 durch die Fusion von Club Sportif Louhannais (gegründet 1916) und Club de Cuiseaux (gegründet 1930), bis 1989 als Club Sportif Cuiseaux-Louhans, bis 2013 unter dem Namen Club Sportif Louhans-Cuiseaux und seither – nach einer Fusion mit dem FC Louhans – als Louhans-Cuiseaux FC.
Die Vereinsfarben sind Rot und Gelb; die Ligamannschaft spielt im Parc des Sports du Bram in Louhans, das eine Kapazität von 8.400 Plätzen aufweist. Kurioserweise hat das Stadion des Vereins damit mehr Plätze als der Ort Einwohner hat.

## Ligazugehörigkeit
Profistatus hat Louhans-Cuiseaux 1995–2003 besessen. Erstklassig (Division 1, seit 2002 in Ligue 1 umbenannt) spielte der Klub noch nicht, war aber viele Jahre in der zweiten Liga vertreten; 2016/17 spielt er im fünftklassigen CFA2.

## Erfolge
- Französischer Meister: bisher Fehlanzeige
- Französischer Pokalsieger: bisher Fehlanzeige

## Bekannte Spieler in Vergangenheit und Gegenwart
- Alou Diarra
- Alaixys Romao, WM-Teilnehmer 2006 mit Togo